# Lijst van presidenten van Togo
Dit is een lijst van presidenten van Togo.

## Beknopte tijdslijn
| 1884-1914 | Togo als Duitse kolonie: Togoland.                       |
| 1914-1916 | Invasie van Franse en Engelse troepen.                   |
| 1916-1955 | Togo een kolonie onder beheer van Frankrijk en Engeland. |
| 1955      | Togo onafhankelijk van Frankrijk.                        |

## Presidenten van Togo (1960-heden)
Onderstaande tabel laat zien wie wanneer president was in Togo.
| Nr. | President         | President                              | Ambtstermijn                       | Partij         | Partij | Verkiezing | Opmerkingen                                 |
| --- | ----------------- | -------------------------------------- | ---------------------------------- | -------------- | ------ | ---------- | ------------------------------------------- |
| 1   |                   | Sylvanus Épiphanio Olympio (1902-1963) | 27 april 1960 - 13 januari 1963    | PUT            |        | 1961       | In 1958 premier later president.            |
| 1   | Vermoord          | Sylvanus Épiphanio Olympio (1902-1963) |                                    | PUT            |        | 1961       | In 1958 premier later president.            |
| -   |                   | Emmanuel Bojollé (1928) Interim        | 13 januari 1963 - 15 januari 1963  | Militair       |        |            | Pleegde staatsgreep.                        |
| 2   |                   | Nicolas Grunitzky (1913-1969)          | 16 januari 1963 - 13 januari 1967  | MPT            |        | 1963       | Werd afgezet door militairen.               |
| 2   | Afgezet           | Nicolas Grunitzky (1913-1969)          |                                    | MPT            |        | 1963       | Werd afgezet door militairen.               |
| -   |                   | Kléber Dadjo (1914-1989) Interim       | 14 januari 1967 - 14 april 1967    | Militair       |        |            | Kolonel, stelde de grondwet buiten werking. |
| 3   |                   | Étienne Eyadéma (1935-2005)            | 14 april 1967 - 5 februari 2005    | Militair / RPT |        | 1972       | Langstzittende president in Afrika.         |
| 3   | 1979              | Étienne Eyadéma (1935-2005)            | 14 april 1967 - 5 februari 2005    | Militair / RPT |        |            | Langstzittende president in Afrika.         |
| 3   | 1986              | Étienne Eyadéma (1935-2005)            | 14 april 1967 - 5 februari 2005    | Militair / RPT |        |            | Langstzittende president in Afrika.         |
| 3   | 1993              | Étienne Eyadéma (1935-2005)            | 14 april 1967 - 5 februari 2005    | Militair / RPT |        |            | Langstzittende president in Afrika.         |
| 3   | 1998              | Étienne Eyadéma (1935-2005)            | 14 april 1967 - 5 februari 2005    | Militair / RPT |        |            | Langstzittende president in Afrika.         |
| 3   | Overleden in ambt | Étienne Eyadéma (1935-2005)            | 2003                               | Militair / RPT |        |            | Langstzittende president in Afrika.         |
| 4   |                   | Faure Eyadéma (1966)                   | 5 februari 2005 - 25 februari 2005 | RPT            |        |            | Zoon van Étienne Eyadéma.                   |
| 4   | Afgetreden        | Faure Eyadéma (1966)                   |                                    | RPT            |        |            | Zoon van Étienne Eyadéma.                   |
| -   |                   | Abass Bonfoh (1948-2021) Interim       | 25 februari 2005 - 4 mei 2005      | RPT            |        |            | Eerste Islamitische president van Togo.     |
| -   |                   | Emmanuel Akitani-Bob (1930-2011)       | 27 april 2005 - 20 mei 2005        | UFC            |        |            | Riep zichzelf uit als president.            |
| (4) |                   | Faure Eyadéma (1966)                   | 4 mei 2005 - heden                 | RPT            |        | 2005       |                                             |
| (4) | 2010              | Faure Eyadéma (1966)                   | 4 mei 2005 - heden                 | RPT            |        |            |                                             |
| (4) | UNIR              | Faure Eyadéma (1966)                   | 4 mei 2005 - heden                 |                | 2015   |            |                                             |
| (4) | UNIR              | Faure Eyadéma (1966)                   | 4 mei 2005 - heden                 | 2020           |        |            |                                             |